# Gérard Jorland
Gérard Jorland, né le 24 septembre 1946 à Bonneville (Haute-Savoie) et mort le 22 août 2018 à Neuilly-sur-Seine,, est un philosophe français.

## Biographie
Nommé en septembre 1974 au Lycée Thibaut de Champagne à Provins (77), il enseignera la philosophie en classe de terminale littéraire (Terminale A, 24 élèves). Son enseignement sera d'ailleurs le reflet de ses recherches ultérieures.
Il nous fera travailler sur l'épistémologie scientifique (Merleau-Ponty) et Bachelard "La formation de l'esprit scientifique", qu'il intitulera malicieusement au tableau "La F.E.S.". Ce livre un de nos camarades est allé le chercher directement chez l'éditeur à Paris. Il organisera un travail en tables rondes sur la question de la fin de vie et le compte rendu de la fin de séance montrera notre accord pour ne pas prolonger la vie quand la souffrance est trop forte.
Il y aura aussi des exposés à propos du livre de Von Clausewitz sur la guerre, sur l'esthétique, la sexualité.
Bien entendu reflet de l'époque on travaillera sur Freud. Sur Marx que Gérard Jorland en tant qu'économiste connaissait bien.
Pour plusieurs d'entre nous ce fut une année formatrice même si je crois personne ne continua des études de philosophie. Il entretint avec nous une relation bienveillante qui fit que ce cours se déroulait dans une ambiance cordiale (et parfois enfumée car c'était un grand fumeur).
Spécialiste en histoire des sciences, Gérard Jorland est directeur de recherches au CNRS et à EHESS. Il a reçu le prix Gegner et le 
Grand prix des Rendez-vous de l'histoire en 2010 pour son livre Une société à soigner : hygiène et salubrité publiques en France au XIXe siècle

## Ouvrages
- La science dans la philosophie : les recherches épistémologiques d'Alexandre Koyré, Paris, Gallimard, coll. « Bibliothèque des idées », 1981, 372 pages.

- Prix Bordin de l’Académie française
- Les paradoxes du Capital, Paris, éditions Odile Jacob, coll. « Philosophie », 1995.  (ISBN 2738102956)
- L'Empathie, Éditions Odile Jacob, 2004,  (ISBN 9782738114853), sous la direction d'Alain Berthoz et Gérard Jorland
- Une société à soigner : hygiène et salubrité publiques en France au XIXe siècle, Paris, Gallimard, coll. « Bibliothèque des histoires », 2010.  (ISBN 2070126153)-

- Grand prix des Rendez-vous de l'histoire 2010
- Prix Thiers 2011 de l’Académie française
- Résiliences. Connaissances de bases, avec Boris Cyrulnik, Paris,  éd. Odile Jacob, 2012.  (ISBN 978-2738128188)